# Долењи Подборшт при Требњем
Долењи Подборшт при Требњем (словен. Dolenji Podboršt pri Trebnjem) је насељено место у општини Требње, регија Југоисточна Словенија, Словенија.

## Историја
До територијалне реорганизације у Словенији био је у саставу старе општине Требње.

## Становништво
У попису становништва из 2011. године, Долењи Подборшт при Требњем имао је 43 становника.
| Број становника према пописима | Број становника према пописима | Број становника према пописима |
| ------------------------------ | ------------------------------ | ------------------------------ |
| 1991                           | 2002                           | 2011                           |
| 31                             | 38                             | 43                             |

Напомена: До 1953. исказивано под именом Долењи Подборшт.